# Nati nel 1070
| Questa pagina contiene informazioni ricavate automaticamente dalle voci biografiche con l'ausilio del template Bio e di un bot. L'aggiornamento è periodico e automatico e ricostruisce completamente la pagina. Se manca una persona in questa lista, sei pregato di non aggiungerla, ma accertati piuttosto che la sua voce biografica contenga il template Bio e che i dati anagrafici siano correttamente compilati. Se il template Bio manca, inseriscilo tu stesso o, in alternativa, metti l'avviso {{tmp\|Bio}} che ne segnala la mancanza. Se i dati riportati sono sbagliati, correggi direttamente la voce biografica; le modifiche saranno visibili in questa lista entro pochi giorni. Per chiarimenti vedi il progetto biografie. La lista contiene solo le 16 persone che sono citate nell'enciclopedia e per le quali è stato implementato correttamente il template Bio. Pagina aggiornata al 13 gen 2025. |

- Alessandro di Conversano, nobile normanno († 1133)
- Allucio di Campugliano in Valdinievole, santo italiano († 1134)
- Elimar II di Oldenburg, conte tedesco († 1142)
- Enrico I della Marca Orientale sassone, nobile tedesco († 1103)
- Folco I d'Este, nobile italiano († 1136)
- Guglielmo di Champeaux, filosofo, teologo e vescovo cattolico francese († 1121)
- Abraham bar Hiyya, filosofo, astronomo e matematico spagnolo († 1136)
- Lotario Udo III della marca del Nord, nobile tedesco († 1106)
- Nicola IV Muzalone, arcivescovo ortodosso bizantino († 1152)
- Rodolfo I di Neuchâtel, nobile svizzero († 1148)
- Ottone di Ballenstedt, nobile tedesco († 1123)
- Gilberto Porretano, logico, teologo e vescovo cattolico francese († 1154)
- Ramiro Sánchez di Monzón, nobile spagnolo († 1116)
- Zaida di Siviglia, principessa e regina († 1107)
- Zbigniew di Polonia, sovrano polacco († 1113)
- Giovanni da Oppido, compositore e viaggiatore italiano († 1150)